# La Vieux-Rue
La Vieux-Rue – miejscowość i gmina we Francji, w regionie Normandia, w departamencie Sekwana Nadmorska.
Według danych na rok 1990 gminę zamieszkiwały 374 osoby, a gęstość zaludnienia wynosiła 68 osób/km² (wśród 1421 gmin Górnej Normandii La Vieux-Rue plasuje się na 550. miejscu pod względem liczby ludności, natomiast pod względem powierzchni na miejscu 648.).